# Asturias, patria querida
Asturias, patria querida (em português: "Astúrias, Pátria querida") é o hino oficial do Principado das Astúrias, segundo estabelece a lei 1/1984. Trata-se de uma canção popular, que estava enraizada na cultura asturiana e finalmente foi escolhida como hino. Após investigações sua possível origem é Cuba, quando Ignacio Piñeiro, músico cubano, fez a canção para seu pai que era asturiano e voltou a seu lugar de origem para morrer. Suspeita-se também que a melodia fora adaptada de uma que cantavam mineiros polacos quando iam trabalhar no princípio do século XX.
O hino é tocado em atos solenes do governo asturiano e em apresentações culturais do principado.
Poucas versoes do hino foram criadas pelo bando republicano da Guerra Civil Espanhola, portanto o hino era visto como uma cançao de mineiros (é dito que a revolta dos mineiros nas Asturias em 1934 era uma chamada de despertar para a guerra civil) e uma cançao de esquerda pelos Nacionalistas de direita. A cançao era ridicularizada nos tempos de Francisco Franco, ao ponto de ser considerada "o Hino dos Bêbados", um conceito que existe ainda em algumas partes da Espanha. 

## Letra

### Em asturiano
Asturies, Patria querida,

Asturies de mios amores

¡Ai! ¡Quién tuviera n'Asturies,

en toes les ocasiones!

Tengo de subir al árbol

tengo de coyer la flor,

y dá-yla a la mio morena

que la ponga nel balcón.

Que la ponga nel balcón,

que la dexe de poner,

tengo de subir al árbol

y la flor tengo coyer.

### Traduzida para português
Astúrias, Pátria querida,

Astúrias de meus amores;

Quem esteve em Astúrias,

em todas as ocasiões!

Tenho que subir na árvore,

Tenho que colher a flor,

e dá-la a minha morena

que a ponha no balcão.

Que a ponha no balcão,

que a deixe de por,

Tenho que subir na árvore,

e a flor hei de colher.